# Херман Прис
Херман Прис (Марниц, 24. мај 1901 — Аренсбург, 2. фебруар 1985) је био SS-Gruppenführer, носилац мачева за Храстово лишће Витешког крста, командовао 3. СС оклопном дивизијом „Мртвачка глава“ као и 1. СС оклопном и 13. СС армијским корпусом.

## Рани период
Херман Ото Прис је рођен 24. маја 1901. године у сеоској породици у Марницу, Мекленбург. Након завршена школе бави се пољопривредом на свом имању, да би 22. јануара 1919. године приступио војсци као добровољац. За ослобођење Балтика борио се као члан Добровољачког корпуса „Фон Брандис“ и бива рањен у граду Рига, за шта је одликован Гвозденим крстом II степена.
Након вишегодишње службе у Рајхсверу, 1934. године приступа НСДАП-у и СС-у где постаје командир 13. ловачке чете СС пука „Германија“ у Визмару, одакле одлази у артиљерију.

## Други светски рат
После стварања артиљеријског пука у Вафен-СС-у, Прис обучава један батаљон и са њим од 1. септембра 1939. године учествује у борби као саставни део тенковске формације „Источна Пруска“. За показана дејства одликован је Гвозденим крстом I степена. По формирању СС дивизије „Мртвачка глава“ од Теодора Ајкеа, SS-Sturmbannführer Прис је са батаљоном укључен у њен састав и чине језгро новоформираног артиљеријског СС пука, где је он командовао 2. батаљоном. Након завршене западне кампање постаје командант пука, са којим се враћа у Немачку где се наоружава немачким оружјем уместо дотадашњег Чешког трофејног оружја.
У кампањи против Совјетског Савеза, артиљеријски пук СС-а се нашао заједно са неколико других јединица опкољен код Демјанска. Касније ће Теодор Ајке да изјави "Да не беше Приса, не би било нас". После смрти Ајкеа, Прис преузима команду над СС дивизијом „Мртвачка глава“ и само неколико дана касније постижи први велики успех, уништивши многобројне јединице руске 3. оклопне армије. За истрајну борбу коју је водио SS-Oberführer Прис је 28. априла 1943. године награђен Витешким крстом. У борби за Харков дивизија одлучно делује, блокира излаз ка Чугалову и тако спречава повлачење совјетске војске. Од 5. јула 1943. године дивизија у саставу СС корпуса учествује у нападу на Курску избочину (види: Курска битка), и узима учешће између осталог и у жестокој тенковској битки код Прохоровке.
Након почетка совјетског наступања код Миуса, офанзива на Курск је заустављена, и дивизија је пребачена на југ где од 30. јула води одбрамбене борбе. Током августа 1943. године дивизија је поново у рејону Харкова, где накратко пробија одбрану противника. За борбе дивизије код Колонтаева и Олејникова, у којима је издржала притиске много надмоћнијег непријатеља и повукла се тек након добијања специјалног наређења, 9. септембра њен командант (Прис) је одликован Храстовим лишћем. Дивизија се повлачи ка Кременчугу и води тешке борбе код Кривог Рога и Пештанских мочвара, извршава пробој у правцу Балта, разбија блокаду код Гидерима, бори се за Бурсулу и Лизаветкову и код Дубосариа прелази Дњепар. За те тешке и крваве борбе, 24. априла 1944. године, Прис је као 65. војник у Немачкој армији (Вермахт и СС) награђен мачевима за Храстово лишће Витешког крста.
Дана, 21. јуна 1944. године Прис предаје команду дивизије Хелмуту Бекеру и по одлуци Главне оперативне управе СС-а постављен је за команданта 13. СС армијског корпуса, који се налазио у процесу формирања. Након завршеног формирања у Бреславу (сада Вроцлав) он преузима корпус и од 7. септембра 1944. године је у саставу 1. армије на западном фронту, где брани рејон Тионвил-Ари (Мозел) против наступања 3. америчке армије (виде:Лоренска операција). Главни задатак корпуса је одржавање фронта дуж реке Мозел укључујући мостобран код Меца. Дана, 16. октобра 1944. године директно на бојном пољу код Фалкенберга, Прис предаје команду корпуса SS-Gruppenführer-у Максу Зимону. Већ 24. октобра 1944. године Прис је постављен за команданта 1. СС оклопног корпуса са којим од 16. децембра 1944. године учествује у Арденској офанзиви. Након њеног неуспеха корпус је пребачен у Мађарску где учествује у одбрамбеним борбама против совјетске војске, а 18. фебруара 1945. године је претходница немачког напада источно од језера Балатон.

## Након рата
Након рата, 16. јула 1946. године на „Мелмеди процесу“, Прис је осуђен на 20 година затвора, али је ослобођен октобра 1954. године. То време провео је у америчком затвору за војне преступе у Ландсбергу.
Херман Прис умире 2. фебруара 1985. године у Аренсбургу.